# Феодосій Лазор
Феодосій Лазор (англ. Metropolitan Theodosius, в миру Френк Лазор, англ. Frank Lazor; 27 жовтня 1933, Кенонсбург, Пенсільванія, США — 19 жовтня 2020) — православний релігійний діяч у США українського походження. Єпископ невизнаної Православної Церкви в Америці.
Іменини — 9 вересня (святителя Феодосія Чернігівського).

## Життєпис
Народився 27 жовтня 1933 Кенонсбурзі, Пенсільванія, США в родині українців, вихідців із Галичини. Навчався у Вашингтонському і Джефферсонівському коледжах (Вашингтон, штат Пенсільванія, США).
У 1960 закінчив Свято-Володимирську богословську семінарію зі ступенем кандидата богослов'я.
10 жовтня 1961 пострижений в чернецтво. У 1961 проходив навчання в Екуменічному інституті в місті Боси (Швейцарія).
14 жовтня 1961 висвячений на диякона, а 22 жовтня — у священика до приходу Різдва Божої Матері в Медісон. Проходив служіння військовим капеланом.
До 1970 входив до юрисдикції Північно-Американської митрополії РПЦ .
6 травня 1967 хіротонізований на єпископа Вашингтонського, вікарія митрополита всієї Америки і Канади.
У його хіротонії взяли участь 2 єпископа Константинопольського Патріархату: єпископ Амфіпольський Сила (Коскінас) і єпископ Левкійський Марк (Липа), що викликало осуд з боку Московського Патріархату і лист Патріарха Алексія I Патріарху Афінагору І із зазначенням того, що «викладена подія не є поодинокою» .
З 1 червня 1967 — єпископ Аляскинський.
30 травня 1972 обраний єпископом Пітсбурзьким.
Був організатором підготовки і проведення канонізації преподобного Германа Аляскинського, а також очолив Комісію зі збору матеріалів для канонізації святителя Інокентія. Обіймав посади голови Відділу з релігійної освіти при Священному Синоді Православної Церкви в Америці і голови Комісії з підготовки Четвертого і П'ятого всеамериканського Православних Соборів.

### Обрання Предстоятелем церкви
25 жовтня 1977 на V Всеамериканському Соборі в Монреалі єпископ Феодосій був обраний предстоятелем Православної Церкви в Америці з титулом Блаженніший архієпископ Нью-Йоркський, митрополит всія Америки і Канади. Чин інтронізації був здійснений 30 жовтня того ж року.
У 1980 кафедра предстоятеля ПЦА була перенесена у Вашингтон, столицю США, і титул Феодосія був відповідно змінений на Блаженніший архієпископ Вашингтонський, а Нью-Йоркську кафедру зайняв єпископ Петро Л'Юільє . Зміна титулу носила формальний характер, оскільки канцелярія і центральний апарат ПЦА зберегли свою резиденцію в передмісті Сайоссета, на території штату Нью-Йорк.
11 червня 1999 разом з Патріархом Алексієм II освятив храм св. великомучениці Катерини — Представництво Православної Церкви в Америці у Москві.
У період фінансового скандалу був викритий в переказах загальноцерковних коштів на свій особистий банківський рахунок.
Перенісши низку інсультів, митрополит Феодосій 2 квітня 2002 подав до Священного Синоду прохання про відхід на спокій. Прохання було задоволене; було оголошено про проведення 13-го Всеамериканського Собору в Орландо (Флорида) 22 липня того ж року для обрання наступника.
Проживає на спокої у Гамліні (шт. Пенсільванія, США).